# The Kevin Costners
The Kevin Costners zijn een Nederlands-Belgische pop/rockband vernoemd naar de Amerikaanse acteur Kevin Costner, de bandleden zijn afkomstig uit Nijmegen en Antwerpen.
De band won in 2005 de Roos van Nijmegen en in 2006 de Grote Prijs van Nederland. Hun debuutalbum Come On In kwam uit bij Excelsior Recordings. Nadat het een tijd stil was gebleven rondom de band, verscheen in 2014 het album Pick Up the Parts, met artwork van de Belgische kunstenaar Rizon Parein.
Zanger Bouke Zoete zong ook bij het project Happy Camper van Job Roggeveen.

## Discografie

### Albums
- Come On In (Excelsior Recordings, 2008)
- Pick Up the Parts (Excelsior Recordings, 2014)